# Här växlar det av dagar, år
Här växlar det av dagar, år är en kristen sång från 1917 med text och musik av metodisten Anton Nilsson.
Texten är upphovsrättsligt skyddad till 2047.

## Publicerad i
- Segertoner 1930 som nr 384
- Frälsningsarméns sångbok 1968 som nr 535 under rubriken "Evighetshoppet".
- Psalmer och Sånger 1987 som nr 555 under rubriken "Dagens och årets tider - Årsskifte".[2]
- Segertoner 1988 som nr 466 under rubriken "Årsskifte".[1]
- Frälsningsarméns sångbok 1990 som nr 687 under rubriken "Framtiden och hoppet".
- Sångboken 1998 som nr 49.